# Владо
Владо је словенско мушко име. Варијанта је имена Владан, Владимир или Владислав
- Владо Багат (1915–1944), хрватски и југословенски војник
- Владо Бојовић (рођен 1952), југословенски рукометаш
- Владо Бучковски (рођен 1962), македонски политичар
- Владо Чапљић (рођен 1962), српски и југословенскифудбалски менаџер и бивши играч
- Владо Черноземски (1897-1934), бугарски револуционар
- Владо Дапчевић (1917–2001), црногорски и југословенски комуниста и револуционар
- Владо Дијак (1925–1988), југословенски песник и текстописац
- Владо Георгиев (рођен 1976), српски уметник
- Владо Горески (рођен 1958), македонски сценограф, графичар и дизајнер позоришних плаката
- Владо Илиевски (рођен 1980), македонски кошаркаш
- Владо Јагодић (рођен 1964), српски фудбалски менаџер и бивши играч
- Владо Јаневски (рођен 1960), македонски певач
- Владо Јанковић (рођен 1990), грчко-српски кошаркаш
- Владо Јовановски (рођен 1967), македонски глумац
- Владо Калембер (рођен 1953), хрватски поп певач
- Владо Котур (рођен 1958), српски и југословенски фудбалер и тренер
- Владо Креслин (рођен 1953), словеначки кантаутор и фолк рок музичар
- Владо Лисјак (рођен 1962), хрватски рвач грчко-римским стилом
- Владо Малески (1919–1984), југословенски македонски писац, комунистички активиста, издавач и револуционар
- Владо Марковић (рођен 1985), српски фудбалер из Босне и Херцеговине
- Владо Милошевић (1901–1990), српски композитор и етномузиколог
- Владо Милунић (1941–2022), чешки архитекта
- Владо Петковић (рођен 1983), српски одбојкаш
- Владо Правдић (1949–2023), југословенски музичар
- Владо Шћепановић (рођен 1975), црногорски кошаркашки тренер и бивши играч
- Владо Шегрт (1907–1991), југословенски политичар
- Владо Сингер (1908–1943), југословенски политичар
- Владо Шола (рођен 1968), хрватски рукометаш
- Владо Стругар (1922–2019), српски историчар
- Владо Танески (1952–2008), македонски криминалистички репортер и серијски убица
- Владо Задро (рођен 1987), босанскохерцеговачки фудбалер